# Miracle Dogs
Miracle Dogs (Brasil: O Milagre dos Cães ) é um telefilme estadunidense de 2002, do gênero drama, dirigido por Craig Clyde.

## Elenco
- Josh Hutcherson
- Kate Jackson
- Ted Shackelford
- Alana Austin
- Stacy Keach
- Rue Mcclanahan
- Daniel Roebuck